# Kanton Quedlinburg
Der Kanton Quedlinburg bestand von 1807 bis 1813 im Distrikt Blankenburg im Departement der Saale im Königreich Westphalen und umfasste nur die Stadt Quedlinburg.

## Geschichte
Der Kanton wurde am 24. Dezember 1807 durch das Königliche Decret gebildet.